# Pronkkamer

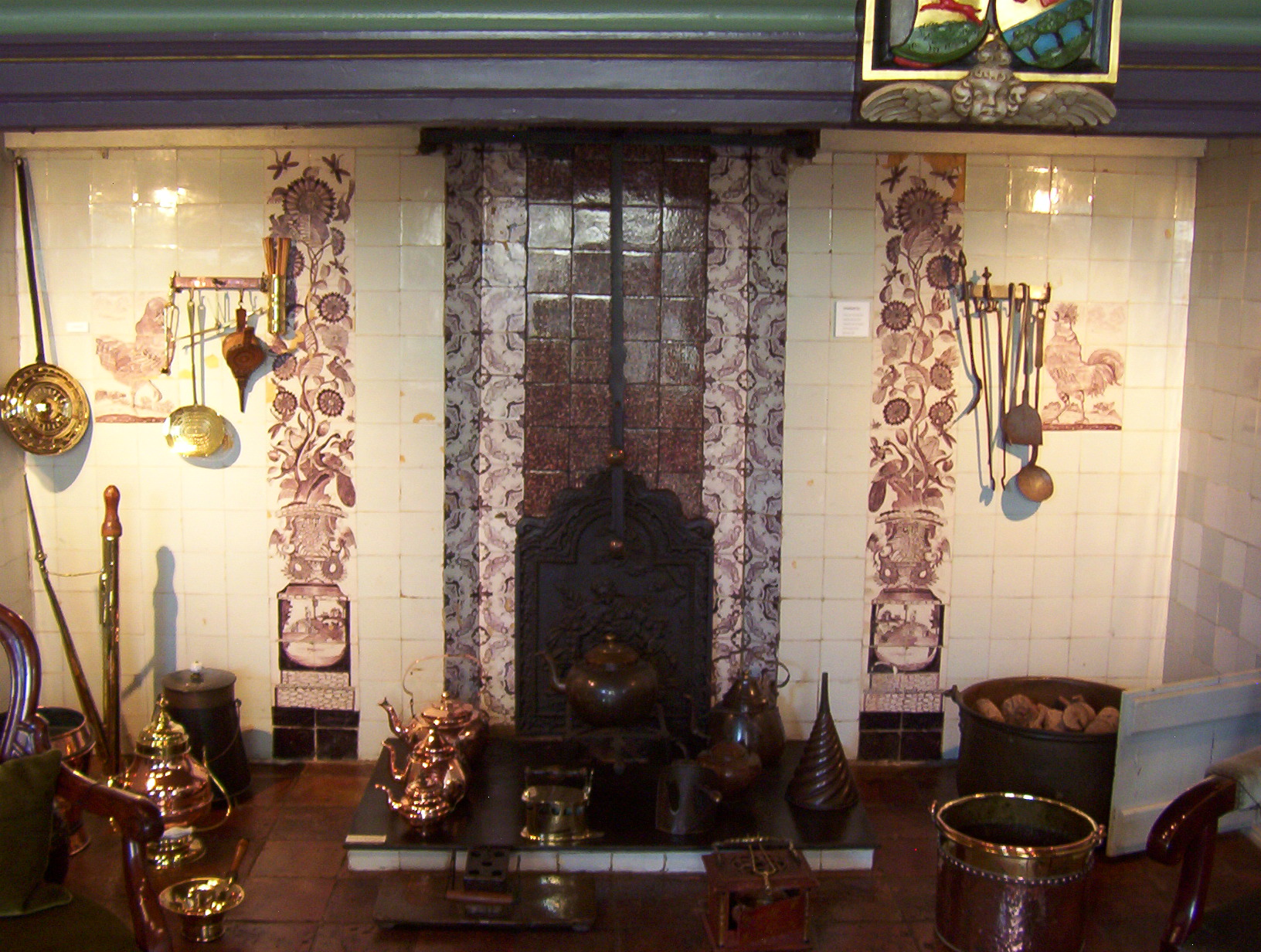
Schouw in een ouderwetse 'mooie kamer' (Museum De Koperen Knop, Hardinxveld-Giessendam)

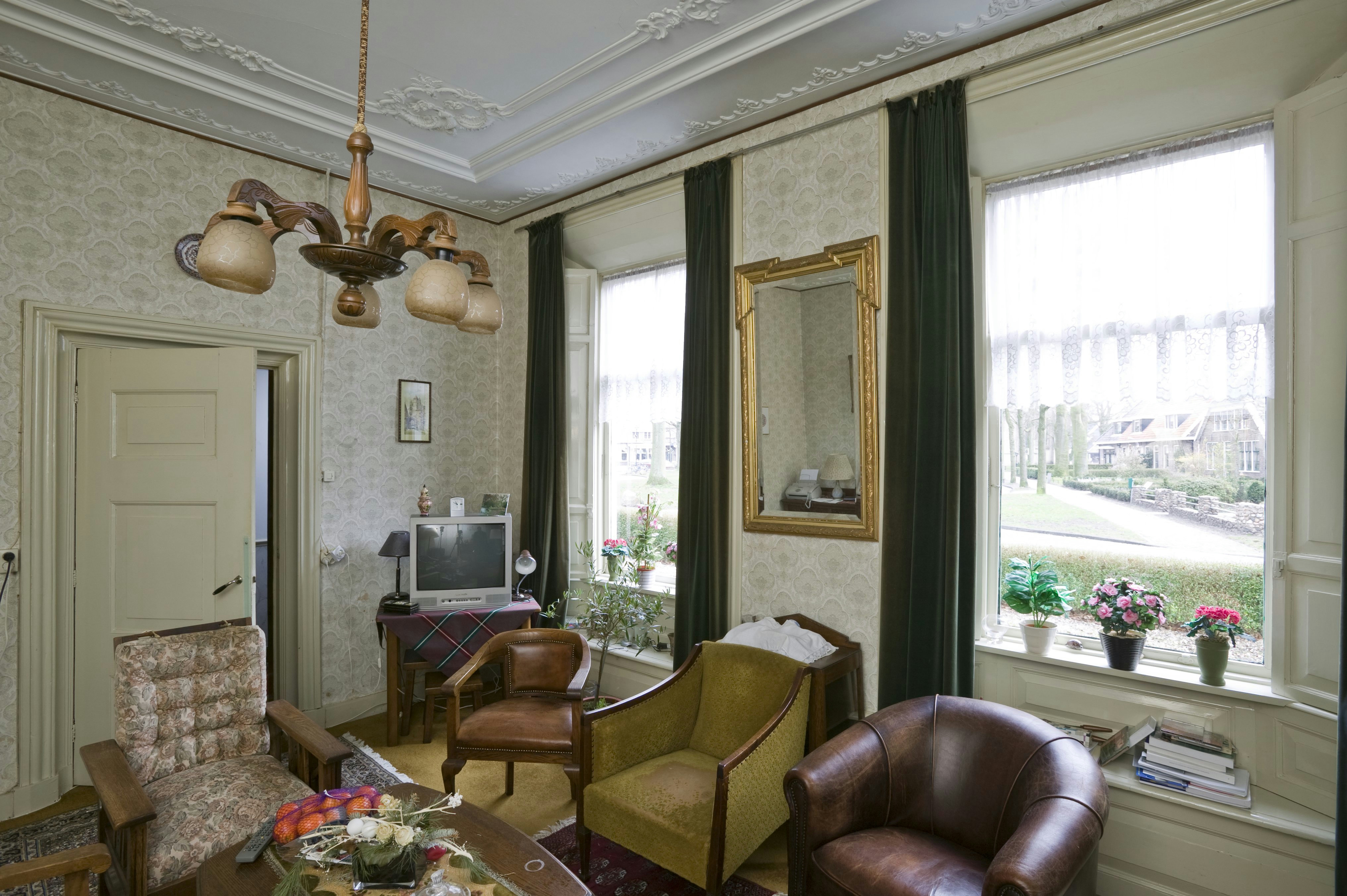
Pronkkamer in het dwarshuis van een boerderij in Diever, 2008.

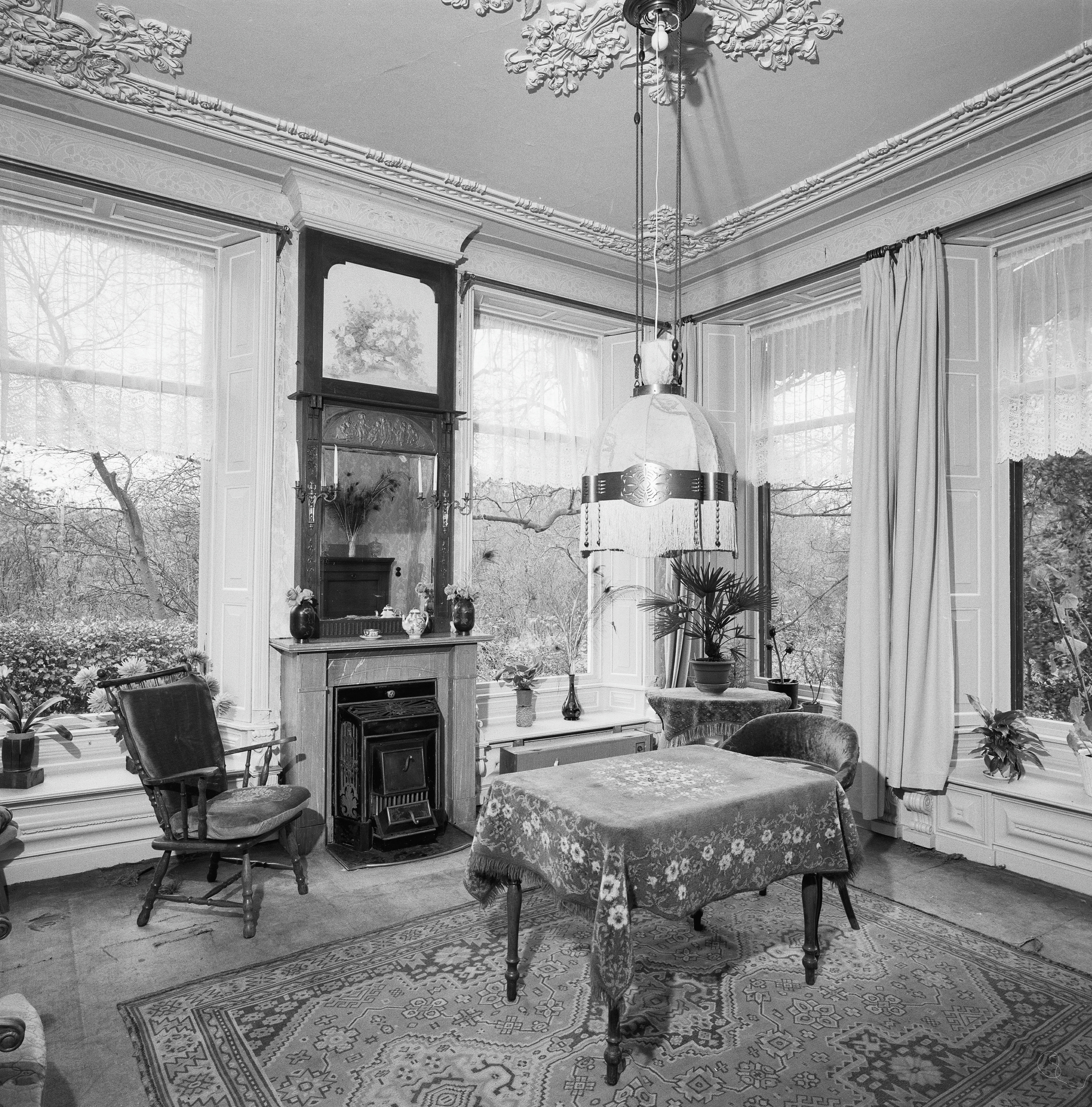
Pronkkamer in Midwolda, 1995.

Een pronkkamer (ook wel voorkamer, beste kamer, mooie kamer of goei kamer) was vroeger een woonkamer in een boerderij of in een burgerwoning, die alleen bij speciale gelegenheden gebruikt werd. Het betrof een vertrek dat mooi was ingericht en dat de welvaart van de bewoners moest tonen. Ook bewaarde men hier het mooiste wat men had. De kamer werd vooral gebruikt voor het ontvangen van bezoek. Rond 1900 kwam de familie hier vaak na de zondagse kerkgang voor een koffievisite.
In Staphorst en Rouveen treft men heden ten dage nog vele boerderijen aan waar nog een pronkkamer aanwezig is en waar het gebruik nog overeenkomstig de vorige eeuw is.
Op andere dagen werd er vooral geleefd in de woonkeuken of achterkamer. Een dergelijk gebruik kwam voor in een groot deel van Nederland en België.
In de twintigste eeuw maakte de voorkamer vaak deel uit van kamers en suite.
In de Zaanstreek bevond de pronkkamer zich voor in het huis en was hij voorzien van een speciale dooddeur, die alleen geopend werd bij huwelijken (wanneer de huwelijkspartner van de bewoner het huis betrad) en begrafenissen (wanneer hij of zij afscheid nam). Varianten van dit gebruik treffen we ook aan in Friesland en Groningen.